# Mędrzechów (gmina)
Mędrzechów – gmina wiejska w województwie małopolskim, w powiecie dąbrowskim. W latach 1975–1998 gmina położona była w województwie tarnowskim.
Siedziba gminy to Mędrzechów.
Według danych z 30 czerwca 2004 gminę zamieszkiwało 3650 osób.

## Struktura powierzchni
Według danych z roku 2002 gmina Mędrzechów ma obszar 43,67 km², w tym:
- użytki rolne: 73%
- użytki leśne: 12%

Gmina stanowi 8,29% powierzchni powiatu.

## Demografia

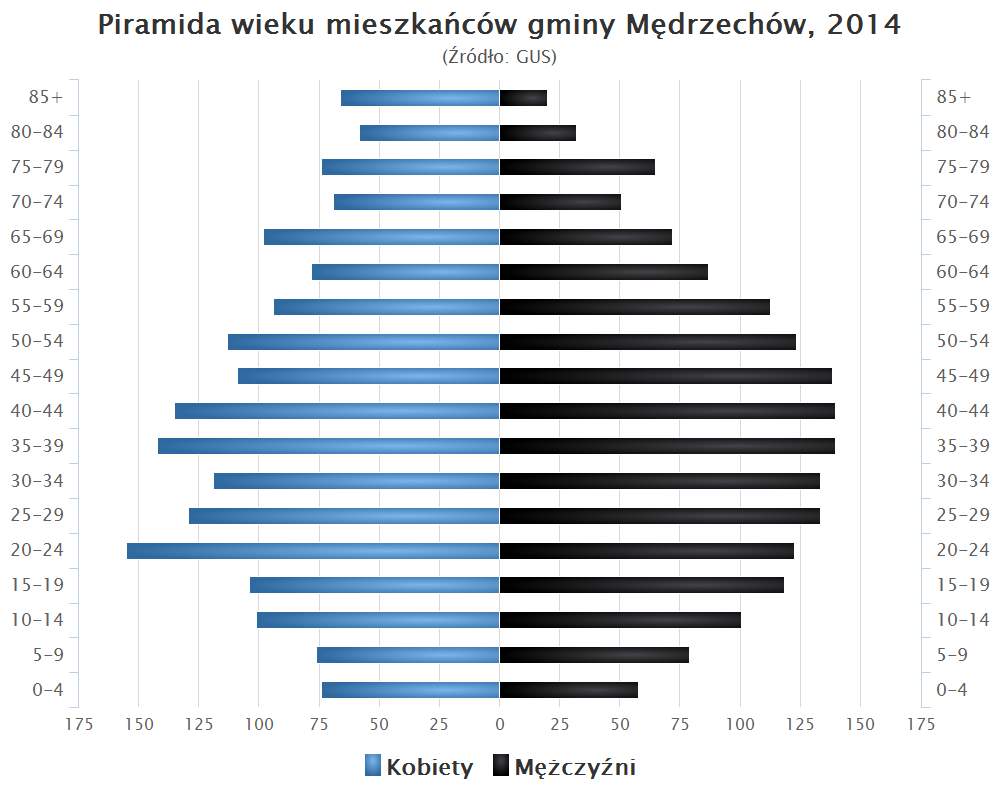
Piramida wieku mieszkańców gminy Mędrzechów w 2014 roku

Dane z 30 czerwca 2004:
| Opis                              | Ogółem | Ogółem | Kobiety | Kobiety | Mężczyźni | Mężczyźni |
| --------------------------------- | ------ | ------ | ------- | ------- | --------- | --------- |
| jednostka                         | osób   | %      | osób    | %       | osób      | %         |
| populacja                         | 3650   | 100    | 1855    | 50,8    | 1795      | 49,2      |
| gęstość zaludnienia (mieszk./km²) | 83,6   | 83,6   | 42,5    | 42,5    | 41,1      | 41,1      |

## Sołectwa
Grądy, Kupienin, Mędrzechów, Odmęt, Wola Mędrzechowska, Wójcina, Wólka Grądzka.

## Sąsiednie gminy
Bolesław, Dąbrowa Tarnowska, Nowy Korczyn, Olesno, Pacanów, Szczucin